# Roy Emerson

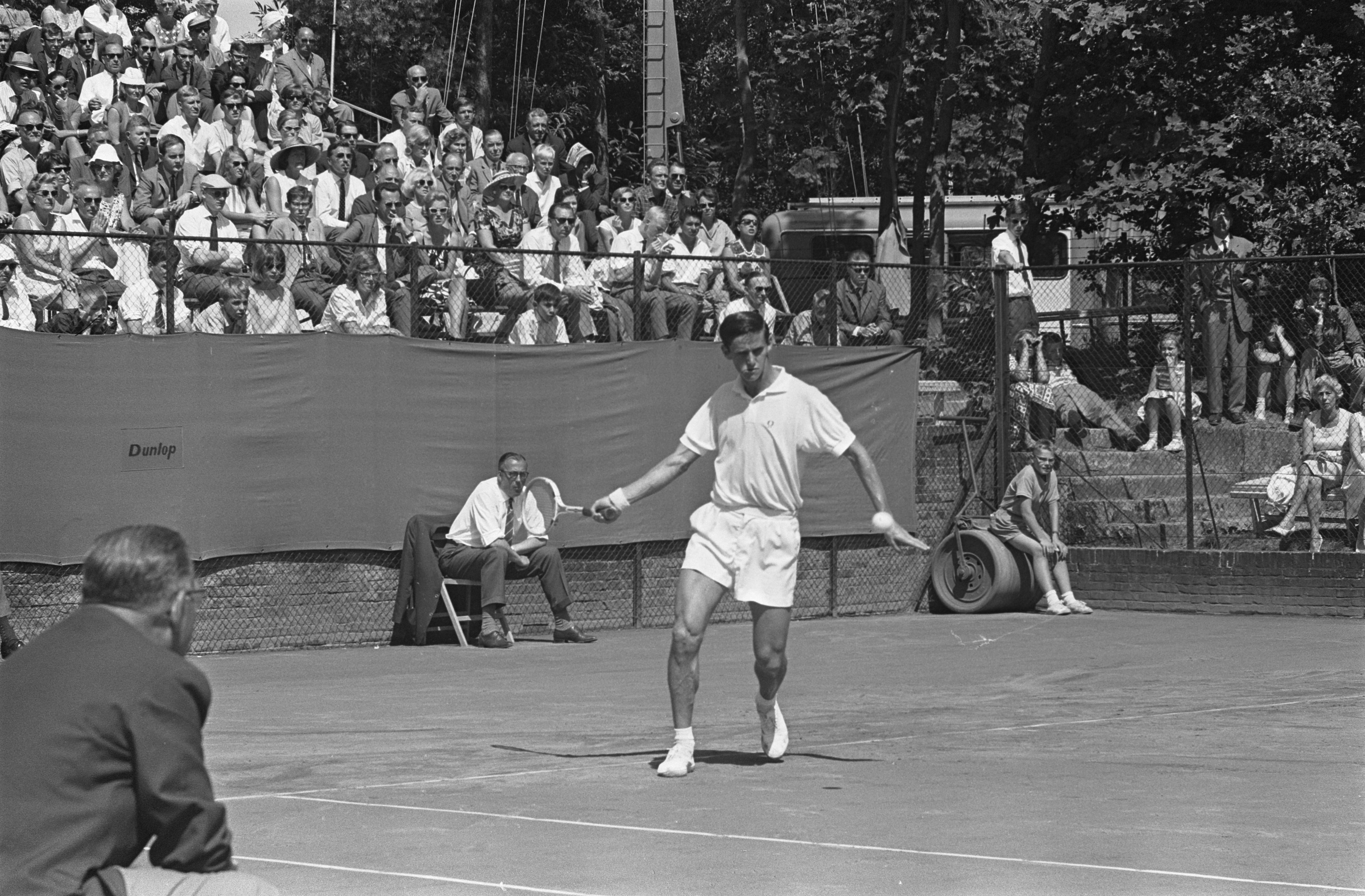
Roy Emerson al Dutch International Tennis Championships del 1963 a Hilversum.

Roy Stanley Emerson (Blackbutt, Queensland, 3 de novembre de 1936 és un jugador de tennis d'Austràlia.
Fou el màxim exponent del tennis amateur en els anys 60 del segle xx. Durant la seva carrera, va aconseguir 12 títols individuals del Grand Slam i 16 en dobles, obtenint un rècord històric de 28 Grand Slam aconseguits, que es manté fins a l'actualitat. Les seves 12 victòries en individuals foren el rècord fins al 2000, quan fou superat per Pete Sampras (14), i posteriorment per altres tennistes. És l'únic jugador masculí de la història que ha completat el Grand Slam tant en individuals com en dobles, ja que ha conquerit tots quatre torneigs de categoria Grand Slam, i individualment també l'ha completat en dues ocasions. Fou el tennista amb més títols de l'Open d'Austràlia (6) fins que el va superar Novak Đoković l'any 2019, però manté la marca de més títols consecutius amb cinc.
La seva consideració per part dels especialistes entre els millors tennistes de la història sempre es va veure eclipsat pel fet que en els seus temps com a jugador, amateurs i professionals no competien junts i el circuit professional sempre va tenir un nivell superior a l'amateur, tot i que els torneigs més tradicionals i importants (els Grand Slam) estaven reservats per als amateurs. Va rebutjar diverses ofertes per esdevenir professional i així poder acumular més títols amateurs, i finalment va fer el pas l'any 1968, pocs mesos abans de la instauració de l'Era Open.
Va formar part de l'equip australià de Copa Davis que va dominar la dècada dels anys 60 amb vuit títols en nou finals consecutives. En aquestes finals va acumular 21 victòries de 23 partits individuals, i 13 en 15 partits de dobles, però totes les derrotes van ser en eliminatòries ja decidides.

## Biografia
Emerson va néixer en una granja de Blackbutt, i la seva família es va traslladar a Brisbane per millorar la seva educació i la seva formació esportiva.
Actualment resideix a Newport Beach (Estats Units) amb la seva dona Joy. Van tenir dos fills: Heidi i Antony.
Va entrar a l'International Tennis Hall of Fame l'any 1982, i a l'Sport Australia Hall of Fame el 1986. L'any 2000 va ser guardonat amb l'Australian Sports Medal i el 2001 amb la Centenary Medal. La pista central del torneig Suisse Open Gstaad, títol que va guanyar en cinc ocasions i on va jugar el seu darrer partit com a professional, s'anomena Roy Emerson Arena en el seu honor. El torneig Brisbane International també va batejar una pista i el trofeu masculí en el seu honor. En la seva població natal, Blackbutt, el 18 de gener de 2017 es va erigir una estàtua de bronze al museu de la població.

## Torneigs de Grand Slam

### Individual: 15 (12−3)
| Resultat  | Núm. | Any  | Campionat                    | Oponent       | Marcador                |
| --------- | ---- | ---- | ---------------------------- | ------------- | ----------------------- |
| Guanyador | 1.   | 1961 | Australian Championships     | Rod Laver     | 1−6, 6−3, 7−5, 6−4      |
| Guanyador | 2.   | 1961 | US Championships             | Rod Laver     | 7−5, 6−3, 6−2           |
| Finalista | 1.   | 1962 | Australian Championships     | Rod Laver     | 6−8, 6−0, 4−6, 4−6      |
| Finalista | 2.   | 1962 | Internationaux de France     | Rod Laver     | 6−3, 6−2, 3−6, 7−9, 2−6 |
| Finalista | 3.   | 1962 | US Championships             | Rod Laver     | 2−6, 4−6, 7−5, 4−6      |
| Guanyador | 3.   | 1963 | Australian Championships (2) | Ken Fletcher  | 6−3, 6−3, 6−1           |
| Guanyador | 4.   | 1963 | Internationaux de France     | Pierre Darmon | 3−6, 6−1, 6−4, 6−4      |
| Guanyador | 5.   | 1964 | Australian Championships (3) | Fred Stolle   | 6−3, 6−4, 6−2           |
| Guanyador | 6.   | 1964 | Wimbledon                    | Fred Stolle   | 6−4, 12−10, 4−6, 6−3    |
| Guanyador | 7.   | 1964 | US Championships (2)         | Fred Stolle   | 6−2, 6−2, 6−4           |
| Guanyador | 8.   | 1965 | Australian Championships (4) | Fred Stolle   | 7−9, 2−6, 6−4, 7−5, 6−1 |
| Guanyador | 9.   | 1965 | Wimbledon (2)                | Fred Stolle   | 6−2, 6−4, 6−4           |
| Guanyador | 10.  | 1966 | Australian Championships (5) | Arthur Ashe   | 6−4, 4−8, 6−2, 6−3      |
| Guanyador | 11.  | 1967 | Australian Championships (6) | Arthur Ashe   | 6−4, 6−1, 6−1           |
| Guanyador | 12.  | 1967 | Internationaux de France (2) | Tony Roche    | 6−1, 6−4, 2−6, 6−2      |

### Dobles masculins: 28 (16−12)
| Resultat  | Núm. | Any  | Campionat                    | Parella        | Oponents                          | Marcador                    |
| --------- | ---- | ---- | ---------------------------- | -------------- | --------------------------------- | --------------------------- |
| Finalista | 1.   | 1958 | Australian Championships     | Robert Mark    | Ashley Cooper Neale Fraser        | 5−7, 8−6, 6−3, 3−6, 5−7     |
| Finalista | 2.   | 1959 | Internationaux de France     | Neale Fraser   | Nicola Pietrangeli Orlando Sirola | 3−6, 2−6, 12−14             |
| Guanyador | 1.   | 1959 | Wimbledon                    | Neale Fraser   | Rod Laver Robert Mark             | 8−6, 6−3, 14−16, 9−7        |
| Guanyador | 2.   | 1959 | US Championships             | Neale Fraser   | Earl Buchholz Alex Olmedo         | 3−6, 6−3, 5−7, 6−4, 7−5     |
| Finalista | 3.   | 1960 | Australian Championships (2) | Neale Fraser   | Rod Laver Robert Mark             | 6−1, 2−6, 4−6, 4−6          |
| Guanyador | 3.   | 1960 | Internationaux de France     | Neale Fraser   | José Luis Arilla Andrés Gimeno    | 6−2, 8−10, 7−5, 6−4         |
| Guanyador | 4.   | 1960 | US Championships (2)         | Neale Fraser   | Rod Laver Robert Mark             | 9−7, 6−2, 6−4               |
| Finalista | 4.   | 1961 | Australian Championships (3) | Marty Mulligan | Rod Laver Robert Mark             | 3−6, 5−7, 6−3, 11−9, 2−6    |
| Guanyador | 5.   | 1961 | Internationaux de France (2) | Rod Laver      | Robert Howe Robert Mark           | 3−6, 6−1, 6−1, 6−4          |
| Guanyador | 6.   | 1961 | Wimbledon (2)                | Neale Fraser   | Bob Hewitt Fred Stolle            | 6−4, 6−8, 6−4, 6−8, 8−6     |
| Guanyador | 7.   | 1962 | Australian Championships     | Neale Fraser   | Bob Hewitt Fred Stolle            | 4−6, 4−6, 6−1, 6−4, 11−9    |
| Guanyador | 8.   | 1962 | Internationaux de France (3) | Neale Fraser   | Wilhelm Bungert Christian Kuhnke  | 6−3, 6−4, 7−5               |
| Guanyador | 9.   | 1963 | Internationaux de France (4) | Manuel Santana | Gordon Forbes Abe Segal           | 6−2, 6−4, 6−4               |
| Finalista | 5.   | 1964 | Australian Championships (4) | Ken Fletcher   | Bob Hewitt Fred Stolle            | 4−6, 5−7, 6−3, 6−4, 12−14   |
| Guanyador | 10.  | 1964 | Internationaux de France (5) | Ken Fletcher   | John Newcombe Tony Roche          | 7−5, 6−3, 3−6, 7−5          |
| Finalista | 6.   | 1964 | Wimbledon                    | Ken Fletcher   | Bob Hewitt Fred Stolle            | 5−7, 9−11, 4−6              |
| Finalista | 7.   | 1965 | Australian Championships (5) | Fred Stolle    | John Newcombe Tony Roche          | 6−3, 6−4, 11−13, 3−6, 4−6   |
| Guanyador | 11.  | 1965 | Internationaux de France (6) | Fred Stolle    | Ken Fletcher Bob Hewitt           | 6−8, 6−3, 8−6, 6−2          |
| Guanyador | 12.  | 1965 | US Championships (3)         | Fred Stolle    | Frank Froehling Charles Pasarell  | 6−4, 10−12, 7−5, 6−3        |
| Guanyador | 13.  | 1966 | Australian Championships (2) | Fred Stolle    | John Newcombe Tony Roche          | 7−9, 6−3, 6−8, 14−12, 12−10 |
| Guanyador | 14.  | 1966 | US Championships (4)         | Fred Stolle    | Clark Graebner Dennis Ralston     | 6−4, 6−4, 6−4               |
| Finalista | 8.   | 1967 | Internationaux de France (2) | Ken Fletcher   | John Newcombe Tony Roche          | 3−6, 7−9, 10−12             |
| Finalista | 9.   | 1967 | Wimbledon (2)                | Ken Fletcher   | Bob Hewitt Frew McMillan          | 2−6, 3−6, 4−6               |
| Finalista | 10.  | 1968 | Roland Garros (3)            | Rod Laver      | Ken Rosewall Fred Stolle          | 3−6, 4−6, 3−6               |
| Guanyador | 15.  | 1969 | Open d'Austràlia (3)         | Rod Laver      | Ken Rosewall Fred Stolle          | 6−4, 6−4                    |
| Finalista | 11.  | 1969 | Roland Garros (4)            | Rod Laver      | John Newcombe Tony Roche          | 6−4, 1−6, 6−3, 4−6, 4−6     |
| Finalista | 12.  | 1970 | US Open                      | Rod Laver      | Pierre Barthes Nikola Pilić       | 3−6, 6−7, 6−4, 6−7          |
| Guanyador | 16.  | 1971 | Wimbledon (3)                | Rod Laver      | Arthur Ashe Dennis Ralston        | 4−6, 9−7, 6−8, 6−4, 6−4     |

### Dobles mixts: 2 (0−2)
| Resultat  | Núm. | Any  | Campionat                | Parella           | Oponents                   | Marcador      |
| --------- | ---- | ---- | ------------------------ | ----------------- | -------------------------- | ------------- |
| Finalista | 1.   | 1956 | Australian Championships | Mary Bevis Hawton | Beryl Penrose Neale Fraser | 2−6, 4−6      |
| Finalista | 2.   | 1960 | Internationaux de France | Ann Haydon-Jones  | Maria Bueno Robert Howe    | 6−1, 1−6, 2−6 |

## Palmarès

### Individual: 184 (120−64)
| Títols per superfície |
| --------------------- |
| Dura (5−7)            |
| Gespa (49−22)         |
| Terra batuda (42−17)  |
| Moqueta (1−5)         |
| Fusta (0−2)           |

Els primers torneigs pertanyen al circuit amateur, a principis de 1968 va esdevenir professional i a mitjans de 1968 es va instaurar l'Era Open.
| Resultat  | Núm. | Data                   | Torneig                             | Superfície   | Oponent               | Marcador                 |
| --------- | ---- | ---------------------- | ----------------------------------- | ------------ | --------------------- | ------------------------ |
| Guanyador | 1.   | 17 de maig de 1953     | Bundaberg, Austràlia                | Terra batuda | Nev Langford          | 6−1, 6−3                 |
| Guanyador | 2.   | 24 d'agost de 1953     | Gympie, Austràlia                   | Gespa        | Harry Rode            | 6−4, 6−2                 |
| Guanyador | 3.   | 2 de maig de 1955      | Cairns, Austràlia                   | Gespa        | Ken Turner            |                          |
| Guanyador | 4.   | 17 de juliol de 1955   | Ipswich, Austràlia                  | Gespa        | Les Flanders          | 6−2, 9−7                 |
| Guanyador | 5.   | 3 d'octubre de 1955    | Canberra, Austràlia                 | Gespa        | Warren Woodcock       | 6−0, 6−4                 |
| Guanyador | 6.   | 23 d'octubre de 1955   | Nambour, Austràlia                  | Terra batuda | Neale Fraser          | 7−5, 6−1                 |
| Guanyador | 7.   | 7 de juliol de 1956    | Stanthorpe, Austràlia               |              | Dick Ogden            | 6−3, 6−2                 |
| Guanyador | 8.   | 5 d'agost de 1956      | Southampton, Estats Units           | Gespa        | Grant Golden          | 6−4, 6−1, 4−6, 8−6       |
| Guanyador | 9.   | 12 d'octubre de 1956   | Sydney, Austràlia                   | Gespa        | Don Candy             | 6−4, 6−1                 |
| Guanyador | 10.  | 4 d'agost de 1957      | Southampton (2)                     | Gespa        | Whitney Reed          | 10−8, 1−0, retirada      |
| Guanyador | 11.  | 20 d'octubre de 1957   | Rockhampton, Austràlia              | Terra batuda | Neale Gibson          | 6−3, 6−3                 |
| Guanyador | 12.  | 4 de novembre de 1957  | Brisbane, Austràlia                 | Gespa        | Neale Fraser          | 6−3, 6−2, 6−2            |
| Guanyador | 13.  | 16 de març de 1958     | Wynnum, Austràlia                   | Gespa        | Barry Green           | 6−2, 6−0                 |
| Guanyador | 14.  | 7 d'abril de 1958      | Toowoomba, Austràlia                | Gespa        | Perc Gaydon           | 6−2, 6−0                 |
| Guanyador | 15.  | 12 d'octubre de 1958   | Canberra (2)                        | Gespa        | Andrés Gimeno         | 6−1, 10−8                |
| Guanyador | 16.  | 17 de novembre de 1958 | Adelaida, Austràlia                 | Gespa        | Malcolm Anderson      | 3−6, 12−10, 10−8, 6−2    |
| Finalista | 1.   | 14 de febrer de 1959   | Auckland, Nova Zelanda              | Gespa        | Jeff Robson           | 2−6, 4−6, 6−8            |
| Finalista | 2.   | 11 d'abril de 1959     | Melbourne, Austràlia                | Dura         | Neale Fraser          | 2−6, 6−3, 10−12, 3−6     |
| Guanyador | 17.  | 18 de maig de 1959     | Lugano, Suïssa                      |              | Billy Knight          | 6−3, 6−4, 6−3            |
| Finalista | 3.   | 7 de juny de 1959      | Barcelona, Espanya                  | Terra batuda | Neale Fraser          | 2−6, 4−6, 6−3, 2−6       |
| Guanyador | 18.  | 27 de setembre de 1959 | Los Angeles, Estats Units           |              | Ramanathan Krishnan   | 6−3, 4−6, 6−0, 6−4       |
| Guanyador | 19.  | 26 d'agost de 1959     | Southport, Austràlia                | Terra batuda | Neale Fraser          | 6−3, 6−1                 |
| Guanyador | 20.  | 5 de novembre de 1959  | Brisbane (2)                        | Gespa        | Neale Fraser          | 6−1, 6−2, 1−6, 6−3       |
| Finalista | 4.   | 22 de novembre de 1959 | Sydney                              | Gespa        | Neale Fraser          | 9−11, 6−8, 3−6           |
| Finalista | 5.   | 5 de desembre de 1959  | Melbourne (2)                       | Gespa        | Neale Fraser          | 0−6, 23−25, 7−5, 4−6     |
| Guanyador | 21.  | 19 de gener de 1960    | Adelaida (2)                        | Gespa        | Bob Hewitt            | 6−3, 6−4, 6−3            |
| Guanyador | 22.  | 14 de febrer de 1960   | Auckland                            | Gespa        | Ronald McKenzie       | 6−3, 6−1, 6−1            |
| Finalista | 6.   | 6 de març de 1960      | Saint Petersburg, Estats Units      |              | Neale Fraser          | 4−6, 0−6, 7−9            |
| Guanyador | 23.  | 14 de març de 1960     | San Juan, Puerto Rico               |              | Ulf Schmidt           | 6−2, 6−1                 |
| Guanyador | 24.  | 3 d'abril de 1960      | Kingston, Jamaica                   | Gespa        | Neale Fraser          | 6−4, 6−2                 |
| Guanyador | 25.  | 10 d'abril de 1960     | Montego Bay, Jamaica                |              | Neale Fraser          | 6−3, 6−4, 6−2            |
| Finalista | 7.   | 18 de juny de 1960     | Londres, Regne Unit                 | Gespa        | Andrés Gimeno         | 6−8, 3−6                 |
| Guanyador | 26.  | 9 de juliol de 1960    | Anvers, Bèlgica                     | Terra batuda | Barry MacKay          | 6−4, 6−3                 |
| Guanyador | 27.  | 24 de juliol de 1960   | Gstaad, Suïssa                      | Terra batuda | Mike Davies           | 6−4, 9−7, 6−2            |
| Finalista | 8.   | 15 d'agost de 1960     | Kitzbühel, Àustria                  | Terra batuda | Pierre Darmon         | 6−2, 6−1, 1−6, 3−6, 3−6  |
| Guanyador | 28.  | 2 de novembre de 1960  | Brisbane (3)                        | Gespa        | Bob Hewitt            | 14−12, 6−0, 6−3          |
| Guanyador | 29.  | 30 de juliol de 1961   | Melbourne                           | Gespa        | Rod Laver             | 1−6, 6−3, 7−5, 6−4       |
| Finalista | 9.   | 13 de febrer de 1961   | Auckland (2)                        | Gespa        | Rod Laver             | 6−4, 3−6, 2−6, 6−3, 5−7  |
| Guanyador | 30.  | 20 de febrer de 1961   | Ciutat de Mèxic, Mèxic              |              | Rod Laver             | 4−6, 6−4, 6−4, 6−2       |
| Finalista | 10.  | 26 de febrer de 1961   | Kingston                            | Gespa        | Rod Laver             | 6−4, 4−6, 3−6            |
| Guanyador | 31.  | 3 d'abril de 1961      | Miami, Estats Units                 |              | Wolfgang Stuck        | 5−7, 6−4, 6−3, 3−6, 6−3  |
| Guanyador | 32.  | 10 d'abril de 1961     | Saint Petersburg                    |              | Luis Ayala            | 6−4, 6−2, 6−0            |
| Finalista | 11.  | 16 d'abril de 1961     | Houston, Estats Units               | Terra batuda | Rod Laver             | 5−7, 5−7, 6−1, 3−6       |
| Guanyador | 33.  | 29 d'abril de 1961     | Bournemouth, Regne Unit             | Terra batuda | Rod Laver             | 8−6, 6−4, 6−0            |
| Guanyador | 34.  | 4 de juny de 1961      | Barcelona                           | Terra batuda | Manuel Santana        | 6−4, 6−4, 6−1            |
| Guanyador | 35.  | 23 de juliol de 1961   | Gstaad (2)                          | Terra batuda | Luis Ayala            | 6−3, 6−1, 6−0            |
| Guanyador | 36.  | 31 de juliol de 1961   | Múnic, Alemanya Occidental          | Terra batuda | Bob Hewitt            | 6−2, 6−3, 6−2            |
| Guanyador | 37.  | 20 d'agost de 1961     | Kitzbühel                           | Terra batuda | Rod Laver             | 6−3, 6−3, 3−6, 0−6, 6−2  |
| Finalista | 12.  | 27 d'agost de 1961     | Pörtschach, Àustria                 | Terra batuda | Rod Laver             | 6−2, 3−6, 5−7            |
| Guanyador | 38.  | 9 de setembre de 1961  | US Championships, Estats Units      | Gespa        | Rod Laver             | 7−5, 6−3, 6−2            |
| Finalista | 13.  | 24 de setembre de 1961 | Los Angeles                         | Dura         | Jon Douglas           | 2−6, 6−1, 4−6            |
| Finalista | 14.  | 30 d'octubre de 1961   | Gladstone, Austràlia                | Terra batuda | Rod Laver             | 5−7, 3−6                 |
| Finalista | 15.  | 11 de novembre de 1961 | Brisbane                            | Gespa        | Rod Laver             | 6−4, 6−4, 0−6, 6−8, 3−6  |
| Guanyador | 39.  | 25 de novembre de 1961 | Adelaida (3)                        | Gespa        | Neale Fraser          | 3−6, 6−2, 6−3, 6−2       |
| Guanyador | 40.  | 4 de desembre de 1961  | Perth, Austràlia                    | Gespa        | Neale Fraser          | 6−2, 6−0, 6−2            |
| Finalista | 16.  | 9 de desembre de 1961  | Melbourne (3)                       | Gespa        | Rod Laver             | 6−4, 6−8, 7−9, 3−6       |
| Finalista | 17.  | 17 de desembre de 1961 | Sydney (2)                          | Gespa        | Rod Laver             | 6−8, 3−6, 6−3, 6−4, 4−6  |
| Finalista | 18.  | 15 de gener de 1962    | Australian Championships, Austràlia | Gespa        | Rod Laver             | 6−8, 6−0, 4−6, 4−6       |
| Guanyador | 41.  | 4 de febrer de 1962    | Calcuta, Índia                      | Gespa        | Ramanathan Krishnan   | 7−5, 6−4, 6−2            |
| Guanyador | 42.  | 11 de febrer de 1962   | Prayagraj, Índia                    | Gespa        | Fred Stolle           | 7−5, 6−3, 6−1            |
| Guanyador | 43.  | 18 de febrer de 1962   | Nova Delhi, Índia                   | Gespa        | Ramanathan Krishnan   | 6−4, 6−4, 6−3            |
| Guanyador | 44.  | 3 de març de 1962      | Miami (2)                           |              | Carlos Fernandes      | 6−3, 6−4, 7−5            |
| Guanyador | 45.  | 11 de març de 1962     | Montego Bay (2)                     |              | Rod Laver             | 8−6, 7−5, 4−6, 3−6, 6−2  |
| Guanyador | 46.  | 18 de març de 1962     | Barranquilla, Colòmbia              | Terra batuda | Manuel Santana        | 6−3, 3−6, 6−1, 3−6, 8−6  |
| Finalista | 19.  | 25 de març de 1962     | Caracas, Veneçuela                  | Dura         | Rod Laver             | 7−9, 2−6, 0−6            |
| Guanyador | 47.  | 1 d'abril de 1962      | San Juan (2)                        |              | Rod Laver             | 7−5, 7−5                 |
| Guanyador | 48.  | 8 d'abril de 1962      | Saint Petersburg (2)                |              | Rod Laver             | 6−1, 6−4, 6−1            |
| Finalista | 20.  | 15 d'abril de 1962     | Houston (2)                         | Terra batuda | Rod Laver             | 1−6, 5−7, 5−7            |
| Finalista | 21.  | 29 d'abril de 1962     | Madrid, Espanya                     | Terra batuda | Manuel Santana        | 7−5, 4−6, 7−9, 8−6, 4−6  |
| Finalista | 22.  | 14 de maig de 1962     | Roma, Itàlia                        | Terra batuda | Rod Laver             | 2−6, 6−1, 6−3, 3−6, 1−6  |
| Finalista | 23.  | 4 de juny de 1962      | Internationaux de France, França    | Terra batuda | Rod Laver             | 6−3, 6−2, 3−6, 7−9, 2−6  |
| Finalista | 24.  | 23 de juny de 1962     | Londres (2)                         | Gespa        | Rod Laver             | 4−6, 5−7                 |
| Guanyador | 49.  | 12 d'agost de 1962     | Viareggio, Itàlia                   | Terra batuda | Orlando Sirola        | 7−5, 6−3, 6−2            |
| Guanyador | 50.  | 19 d'agost de 1962     | Brummana, Líban                     | Terra batuda | Neale Fraser          | 6−2, 6−3, 0−6, 6−3       |
| Guanyador | 51.  | 26 d'agost de 1962     | Istanbul, Turquia                   | Terra batuda | Neale Fraser          | 3−6, 6−0, 6−3, 6−3       |
| Finalista | 25.  | 10 de setembre de 1962 | US Championships                    | Gespa        | Rod Laver             | 2−6, 4−6, 7−5, 4−6       |
| Guanyador | 52.  | 16 de setembre de 1962 | Fort Worth, Estats Units            | Dura         | Chuck McKinley        | 4−6, 6−3, 6−2            |
| Guanyador | 53.  | 24 de setembre de 1962 | Los Angeles (2)                     | Dura         | Rod Laver             | 16−14, 6−3               |
| Guanyador | 54.  | 17 de novembre de 1962 | Adelaida (4)                        | Gespa        | John Newcombe         | 6−4, 6−2, 6−2            |
| Guanyador | 55.  | 19 de gener de 1963    | Australian Championships            | Gespa        | Ken Fletcher          | 6−3, 6−3, 6−1            |
| Guanyador | 56.  | 3 de març de 1963      | Miami (3)                           |              | Manuel Santana        | 6−4, 6−0, 6−2            |
| Finalista | 26.  | 17 de març de 1963     | Ciutat de Mèxic                     |              | Mario Llamas          | 6−0, 4−6, 2−6, 8−10      |
| Finalista | 27.  | 24 de març de 1963     | San Juan                            |              | Manuel Santana        | 5−7, 6−1, 3−6, 3−6       |
| Finalista | 28.  | 7 d'abril de 1963      | Saint Petersburg (2)                |              | Manuel Santana        | 4−6, 4−6, 8−6, 6−3, 3−6  |
| Guanyador | 57.  | 26 de maig de 1963     | Internationaux de France            | Terra batuda | Pierre Darmon         | 3−6, 6−1, 6−4, 6−4       |
| Guanyador | 58.  | 3 de juny de 1963      | Casablanca, Marroc                  | Terra batuda | Ingo Buding           | 6−8, 7−5, 6−3, 6−4       |
| Guanyador | 59.  | 10 de juny de 1963     | Barcelona (2)                       | Terra batuda | Juan Couder           | 0−6, 6−4, 6−3, 4−6, 6−3  |
| Guanyador | 60.  | 21 de juny de 1963     | Londres                             | Gespa        | Owen Davidson         | 6−1, 6−2                 |
| Guanyador | 61.  | 13 de juliol de 1963   | Edgbaston, Regne Unit               | Gespa        | Rafael Osuna          | 4−6, 6−3, 7−5            |
| Finalista | 29.  | 21 de juliol de 1963   | Gstaad                              | Terra batuda | Nicola Pietrangeli    | 5−7, 2−6, 2−6            |
| Finalista | 30.  | 28 de juliol de 1963   | Hilversum, Països Baixos            | Terra batuda | Cliff Drysdale        | 3−6, 4−6, 2−6            |
| Guanyador | 62.  | 4 d'agost de 1963      | Baden-Baden, Alemanya Occidental    | Terra batuda | José Edison Mandarino | 6−3, 9−7, 7−5            |
| Guanyador | 63.  | 10 d'agost de 1963     | San Sebastià, Espanya               | Terra batuda | Eduardo Soriano       | 6−1, 6−1                 |
| Guanyador | 64.  | 19 d'agost de 1963     | Brummana (2)                        | Terra batuda | Gordon Forbes         | 6−2, 6−2, 6−2            |
| Guanyador | 65.  | 25 d'agost de 1963     | Istanbul (2)                        | Terra batuda | Mike Sangster         | 8−10, 6−2, 6−2, 6−1      |
| Guanyador | 66.  | 7 de novembre de 1963  | Brisbane (4)                        | Gespa        | Fred Stolle           | 6−3, 5−7, 6−4, 4−6, 6−1  |
| Guanyador | 67.  | 13 de gener de 1964    | Australian Championships (2)        | Gespa        | Fred Stolle           | 6−3, 6−4, 6−2            |
| Guanyador | 68.  | 1 de març de 1964      | Tampa, Estats Units                 |              | Manuel Santana        | 9−7, 6−2, 6−4            |
| Finalista | 31.  | 8 de març de 1964      | Caracas (2)                         | Dura         | Ron Holmberg          | 2−6, 4−6, 7−9            |
| Guanyador | 69.  | 15 de març de 1964     | Barranquilla (2)                    | Terra batuda | Manuel Santana        | 8−10, 6−3, 6−2, 6−2      |
| Guanyador | 70.  | 22 de març de 1964     | Port-of-Spain, Trinitat i Tobago    |              | Ken Fletcher          | 4−6, 6−4, 6−2, 11−9      |
| Guanyador | 71.  | 29 de març de 1964     | Miami (4)                           | Terra batuda | Manuel Santana        | 7−5, 6−4, 6−2            |
| Guanyador | 72.  | 5 d'abril de 1964      | San Juan (3)                        |              | Rafael Osuna          | 6−3, 8−6, 6−7, 6−2       |
| Guanyador | 73.  | 12 d'abril de 1964     | Saint Petersburg (3)                |              | Frank Froehling       | 6−3, 6−4, 6−2            |
| Guanyador | 74.  | 19 d'abril de 1964     | Houston                             | Terra batuda | Nikola Pilić          | 6−1, 6−4, 6−2            |
| Guanyador | 75.  | 26 d'abril de 1964     | Buenos Aires, Argentina             | Terra batuda | Antonio Palafox       |                          |
| Guanyador | 76.  | 3 de maig de 1964      | Buenos Aires (2)                    | Terra batuda | Rafael Osuna          | 3−6, 6−4, 6−4            |
| Guanyador | 77.  | 10 de maig de 1964     | Santiago, Xile                      | Terra batuda | Ken Fletcher          | 6−4, 3−6, 6−3, 7−5       |
| Guanyador | 78.  | 18 de maig de 1964     | Berlín, Alemanya Occidental         |              | Ken Fletcher          | 6−3, 7−5, 6−3            |
| Guanyador | 79.  | 8 de juny de 1964      | Barcelona (3)                       | Terra batuda | Manuel Santana        | 2−6, 7−5, 6−3, 6−3       |
| Guanyador | 80.  | 20 de juny de 1964     | Londres (2)                         | Gespa        | Toomas Leius          | 12−10, 6−4               |
| Guanyador | 81.  | 4 de juliol de 1964    | Wimbledon, Regne Unit               | Gespa        | Fred Stolle           | 6−1, 12−10, 4−6, 6−3     |
| Guanyador | 82.  | 12 de juliol de 1964   | Båstad, Suècia                      | Terra batuda | Nikola Pilić          | 1−6, 7−5, 6−1, 6−2       |
| Guanyador | 83.  | 9 d'agost de 1964      | Mont-real, Canadà                   |              | Fred Stolle           | 2−6, 4−6, 6−4, 6−3, 6−4  |
| Guanyador | 84.  | 13 de setembre de 1964 | US Championships (2)                | Gespa        | Fred Stolle           | 6−4, 6−2, 6−4            |
| Guanyador | 85.  | 4 d'octubre de 1964    | Los Angeles (3)                     | Dura         | Dennis Ralston        | 6−3, 6−3                 |
| Finalista | 32.  | 15 de novembre de 1964 | Brisbane (2)                        | Gespa        | Fred Stolle           | 3−6, 6−8, 6−3, 6−4, 5−7  |
| Finalista | 33.  | 30 de novembre de 1964 | Sydney (3)                          | Gespa        | Fred Stolle           | 6−4, 3−6, 9−11, 8−6, 3−6 |
| Guanyador | 86.  | 12 de desembre de 1964 | Melbourne (2)                       | Gespa        | Fred Stolle           | 6−4, 6−4, 6−4            |
| Guanyador | 87.  | 11 de gener de 1965    | Perth (2)                           | Gespa        | Pierre Darmon         | 9−7, 6−3, 6−4            |
| Guanyador | 88.  | 31 de gener de 1965    | Australian Championships (3)        | Gespa        | Fred Stolle           | 7−9, 2−6, 6−4, 7−5, 6−1  |
| Guanyador | 89.  | 7 de febrer de 1965    | Auckland (2)                        | Gespa        | Pierre Barthes        | 3−6, 8−6, 7−5, 6−3       |
| Finalista | 34.  | 18 d'abril de 1965     | San Antonio, Estats Units           |              | Dennis Ralston        | 3−6, 6−2, 3−6            |
| Finalista | 35.  | 3 de maig de 1965      | Buenos Aires                        | Terra batuda | Fred Stolle           | 4−6, 5−7                 |
| Guanyador | 90.  | 10 de maig de 1965     | Santiago (2)                        | Terra batuda | Fred Stolle           | 11−9, 6−4, 6−3           |
| Guanyador | 91.  | 20 de juny de 1965     | Londres (3)                         | Gespa        | Dennis Ralston        | Renúncia                 |
| Guanyador | 92.  | 3 de juliol de 1965    | Wimbledon (2)                       | Gespa        | Fred Stolle           | 6−2, 6−4, 6−4            |
| Finalista | 36.  | 11 de juliol de 1965   | Båstad                              | Terra batuda | Manuel Santana        | 1−6, 1−6, 4−6            |
| Guanyador | 93.  | 18 de juliol de 1965   | Newport, Regne Unit                 | Gespa        | Fred Stolle           | 3−6, 6−3, 6−2            |
| Finalista | 37.  | 25 de juliol de 1965   | Haverford, Estats Units             | Gespa        | Charlie Pasarell      | 4−6, 6−1, 3−6, 4−6       |
| Finalista | 38.  | 1 d'agost de 1965      | South Orange, Estats Units          | Gespa        | Fred Stolle           | 3−6, 6−2, 4−6, 4−6       |
| Guanyador | 94.  | 10 d'agost de 1965     | Glen Cove, Estats Units             |              | Chuck McKinley        | 6−4, 11−9, 7−5           |
| Guanyador | 95.  | 22 d'agost de 1965     | Newport, Estats Units               | Gespa        | Fred Stolle           | 6−3, 6−4, 6−3            |
| Finalista | 39.  | 8 de novembre de 1965  | Brisbane (3)                        | Gespa        | Arthur Ashe           | 6−3, 2−6, 3−6, 6−3, 1−6  |
| Finalista | 40.  | 5 de desembre de 1965  | Melbourne (4)                       | Gespa        | Clark Graebner        | 6−8, 5−7, 6−2, 6−1, 1−6  |
| Finalista | 41.  | 12 de desembre de 1965 | Adelaida                            | Gespa        | Arthur Ashe           | 9−7, 5−7, 0−6, 4−6       |
| Guanyador | 96.  | 31 de gener de 1966    | Australian Championships (4)        | Gespa        | Arthur Ashe           | 6−4, 6−8, 6−2, 6−3       |
| Guanyador | 97.  | 6 de febrer de 1966    | Auckland (3)                        | Gespa        | Roger Taylor          | 6−4, 6−3, 6−1            |
| Guanyador | 98.  | 27 de febrer de 1966   | Sydney                              | Terra batuda | Tony Roche            | 6−3, 8−6, 4−6, 6−3       |
| Guanyador | 99.  | 10 d'abril de 1966     | Johannesburg, Sud-àfrica            | Dura         | Bob Hewitt            | 6−3, 2−6, 3−6, 6−4, 7−5  |
| Guanyador | 100. | 18 de juny de 1966     | Londres (4)                         | Gespa        | Tony Roche            | Renúncia                 |
| Guanyador | 101. | 10 de juliol de 1966   | Anvers (2)                          | Terra batuda | Fred Stolle           | 6−3, 9−7                 |
| Guanyador | 102. | 17 de juliol de 1966   | Gstaad (3)                          | Terra batuda | Manuel Santana        | 5−7, 7−5, 6−3            |
| Finalista | 42.  | 25 de setembre de 1966 | Los Angeles (2)                     | Dura         | Allen Fox             | 3−6, 3−6                 |
| Guanyador | 103. | 6 de novembre de 1966  | Brisbane (4)                        | Gespa        | Fred Stolle           | 4−6, 6−3, 6−4, 3−6, 6−2  |
| Guanyador | 104. | 4 de desembre de 1966  | Melbourne (3)                       | Gespa        | Fred Stolle           | 6−2, 9−7, 6−3            |
| Guanyador | 105. | 30 de gener de 1967    | Australian Championships (5)        | Gespa        | Arthur Ashe           | 6−4, 6−1, 6−4            |
| Guanyador | 106. | 5 de febrer de 1967    | Auckland (4)                        | Gespa        | Owen Davidson         | 6−4, 6−2, 7−5            |
| Finalista | 43.  | 23 d'abril de 1967     | Madrid (2)                          | Terra batuda | Jan-Erik Lundqvist    | 6−3, 3−6, 3−6, 4−6       |
| Guanyador | 107. | 15 de maig de 1967     | Berlín (2)                          |              | Manuel Santana        | 6−4, 7−9, 6−4, 3−2, ret. |
| Finalista | 44.  | 18 de juny de 1967     | Chantilly, França                   | Gespa        | Manuel Santana        | 7−5, 7−9, 3−6, 3−6       |
| Finalista | 45.  | 16 de juliol de 1967   | Anvers                              | Terra batuda | Ramanathan Krishnan   | 2−6, 2−6, 3−6            |
| Guanyador | 108. | 21 de juliol de 1967   | Brussel·les, Bèlgica                |              | Tom Okker             | 6−3, 3−6, 7−5, 6−4       |
| Guanyador | 109. | 4 de juny de 1967      | Internationaux de France (2)        | Terra batuda | Tony Roche            | 6−1, 6−4, 2−6, 6−2       |
| Guanyador | 110. | 23 de juliol de 1967   | Gstaad (4)                          | Terra batuda | Manuel Santana        | 6−2, 8−6, 6−4            |
| Finalista | 46.  | 13 d'agost de 1967     | Mont-real                           |              | Manuel Santana        | 1−6, 8−10, 4−6           |
| Guanyador | 111. | 8 d'agost de 1967      | Hamburg, Alemanya Occidental        | Terra batuda | Manuel Santana        | 6−4, 6−3, 6−1            |
| Guanyador | 112. | 24 d'agost de 1967     | Los Angeles (4)                     | Dura         | Marty Riessen         | 12−14, 6−3, 6−4          |
| Guanyador | 113. | 5 de novembre de 1967  | Ingham, Austràlia                   | Terra batuda | Jan Leschly           | 6−4, 12−10               |
| Guanyador | 114. | 19 de novembre de 1967 | Brisbane (5)                        | Gespa        | John Newcombe         | 9−7, 4−6, 6−4, 4−6, 7−5  |
| Finalista | 47.  | 11 de desembre de 1967 | Sydney (4)                          | Gespa        | Tony Roche            | 6−8, 1−6, 6−8            |
| Finalista | 48.  | 30 de març de 1968     | Nova York, Estats Units             | Fusta        | Arthur Ashe           | 4−6, 4−6, 5−7            |
| Guanyador | 115. | 14 d'abril de 1968     | Hollywood, Estats Units             |              | Ken Rosewall          | 6−1, 6−1                 |
| Finalista | 49.  | 15 de juny de 1968     | Beckenham, Regne Unit               | Gespa        | Fred Stolle           | 3−6, 1−6                 |
| Finalista | 50.  | 1 d'octubre de 1968    | Midland, Estats Units               |              | Pancho Gonzales       | 5−7, 3−6                 |
| Guanyador | 116. | 10 de novembre de 1968 | Buenos Aires (3)                    | Terra batuda | Rod Laver             | 9−7, 6−4, 6−4            |
| Finalista | 51.  | 11 de maig de 1969     | Tòquio, Japó                        |              | Tom Okker             | 3−6, 5−7                 |
| Finalista | 52.  | 18 de maig de 1969     | Nova York                           | Fusta        | Rod Laver             | 2−6, 6−4, 1−6            |
| Guanyador | 117. | 20 de juliol de 1969   | Ais de Provença, França             | Terra batuda | Harald Elschenbroich  | 6−3, 6−4, 8−6            |
| Guanyador | 118. | 27 de juliol de 1969   | Gstaad (5)                          | Terra batuda | Tom Okker             | 6−2, 12−14, 6−4, 6−4     |
| Guanyador | 119. | 3 d'agost de 1969      | Pörtschach                          | Terra batuda | Cliff Drysdale        | 6−3, 3−6, 6−3            |
| Finalista | 53.  | 20 d'octubre de 1969   | Colònia, Alemanya Occidental        | Moqueta      | Andrés Gimeno         | 3−6, 11−13               |
| Finalista | 54.  | 26 d'abril de 1970     | Dallas, Estats Units                | Moqueta      | Andrés Gimeno         | 2−6, 3−6, 2−6            |
| Finalista | 55.  | 9 d'agost de 1970      | Bretton Woods, Estats Units         | Terra batuda | Rod Laver             | 3−6, 3−6                 |
| Finalista | 56.  | 23 d'agost de 1970     | Fort Worth                          | Dura         | Rod Laver             | 3−6, 5−7                 |
| Finalista | 57.  | 4 d'octubre de 1970    | Vancouver, Canadà                   |              | Rod Laver             | 2−6, 1−6, 2−6            |
| Finalista | 58.  | 18 d'octubre de 1970   | Tucson, Estats Units                | Dura         | Marty Riessen         | 1−6, 4−6                 |
| Finalista | 59.  | 2 d'abril de 1972      | Macon, Estats Units                 | Moqueta      | Mark Cox              | 3−6, 7−6, 3−6            |
| Finalista | 60.  | 17 de setembre de 1972 | Mont-real (2)                       |              | Arthur Ashe           | 1−6, 6−3, 2−6, 5−7       |
| Finalista | 61.  | 5 de novembre de 1972  | Göteborg, Suècia                    |              | John Newcombe         | 0−6, 3−6, 1−6            |
| Finalista | 62.  | 4 de febrer de 1973    | Richmond, Estats Units              | Moqueta      | Rod Laver             | 3−6, 4−6                 |
| Finalista | 63.  | 18 de febrer de 1973   | Toronto (3)                         | Moqueta      | Rod Laver             | 3−6, 4−6                 |
| Finalista | 64.  | 15 de juliol de 1973   | Gstaad (2)                          | Terra batuda | Ilie Năstase          | 4−6, 3−6, 3−6            |
| Guanyador | 120. | 30 de setembre de 1973 | San Francisco, Estats Units         | Moqueta (i)  | Björn Borg            | 5−7, 6−1, 6−4            |

### Equips: 9 (8−1)
| Resultat  | Núm. | Data                        | Torneig                                 | Superfície   | Equip                                  | Oponents                                                            | Marcador |
| --------- | ---- | --------------------------- | --------------------------------------- | ------------ | -------------------------------------- | ------------------------------------------------------------------- | -------- |
| Guanyador | 1.   | 28 − 31 d'agost de 1959     | Copa Davis, Forest Hills, Estats Units  | Gespa        | Neale Fraser Rod Laver Bob Mark        | Tut Bartzen Butch Buchholz Barry Mackay Alex Olmedo                 | 3−2      |
| Guanyador | 2.   | 26 − 28 de desembre de 1960 | Copa Davis, Sydney, Austràlia (2)       | Gespa        | Neale Fraser Rod Laver Bob Mark        | Nicola Pietrangeli Orlando Sirola Sergio Tacchini                   | 4−1      |
| Guanyador | 3.   | 26 − 28 de desembre de 1961 | Copa Davis, Melbourne, Austràlia (3)    | Gespa        | Neale Fraser Rod Laver Fred Stolle     | Sergio Jacobini Nicola Pietrangeli Orlando Sirola Sergio Tacchini   | 5−0      |
| Guanyador | 4.   | 26 − 28 de desembre de 1962 | Copa Davis, Brisbane, Austràlia (4)     | Gespa        | Ken Fletcher Neale Fraser Rod Laver    | Mario Llamas Rafael Osuna Antonio Palafox                           | 5−0      |
| Finalista | 1.   | 26 − 28 de desembre de 1963 | Copa Davis, Adelaida, Austràlia         | Gespa        | Neale Fraser John Newcombe Fred Stolle | Frank Froehling Chuck McKinley Dennis Ralston Marty Riessen         | 2−3      |
| Guanyador | 5.   | 25 − 28 de setembre de 1964 | Copa Davis, Cleveland, Estats Units (5) | Terra batuda | Fred Stolle John Newcombe Tony Roche   | Arthur Ashe Chuck McKinley Dennis Ralston Marty Riessen             | 3−2      |
| Guanyador | 6.   | 27 − 29 de setembre de 1965 | Copa Davis, Sydney (6)                  | Gespa        | John Newcombe Tony Roche Fred Stolle   | José Luís Arilla Juan Manuel Couder Juan Gisbert Manuel Santana     | 4−1      |
| Guanyador | 7.   | 26 − 28 de setembre de 1966 | Copa Davis, Melbourne (7)               | Gespa        | John Newcombe Tony Roche Fred Stolle   | Ramanathan Krishnan Premjit Lall Shiv-Prakash Misra Jaidip Mukerjea | 4−1      |
| Guanyador | 8.   | 26 − 28 de desembre de 1967 | Copa Davis, Brisbane (8)                | Gespa        | Bill Bowrey John Newcombe Tony Roche   | José Luís Arilla Juan Gisbert Manuel Orantes Manuel Santana         | 4−1      |

## Trajectòria

### Individual
| Australian Championships                                                                                                   | 1R | 2R | 2R | A  | QF | QF | SF | G  | F  | G  | G  | G  | G  | G  | A  | 3R | A  | QF | A  | 6 / 15 | 46 − 9  |
| Internationaux de France                                                                                                   | 1R | A  | A  | 3R | A  | QF | 3R | QF | F  | G  | QF | SF | QF | G  | QF | 4R | A  | A  | A  | 2 / 13 | 43 − 11 |
| Wimbledon | 2R | A  | 3R | 4R | A  | SF | QF | QF | 4R | QF | G  | G  | QF | 4R | 4R | 4R | QF | 4R | A  | 2 / 16 | 60 − 14 |
| US Championships | 3R | A  | QF | 2R | A  | QF | 3R | G  | F  | 4R | G  | QF | SF | QF | 4R | QF | 4R | A  | 2R | 2 / 16 | 60 − 14 |
| Llegenda: G: Guanyador; F: Finalista; SF: Semifinalista; QF: Quarts de final; Q: Qualificació; A: Absent; RR: Round Robin; |    |    |    |    |    |    |    |    |    |    |    |    |    |    |    |    |    |    |    |        |         |

## Guardons
- Australian Sports Medal (2000)
- Centenary Medal (2001)
- Companys de l'orde d'Austràlia